# Бражник тютюновий
Бражник тютюновий (Manduca sexta) — це метелик родини Бражникові, личинки якого живляться листками тютюну. Вид поширений на більшій частині американського континенту. Тютюновий бражник близькоспоріднений вид з томатним бражником (Manduca quinquemaculata). Личинки обох видів живляться листками різноманітних рослин родини Пасльонові.
Тютюнового бражника можна відрізнити від його родича за наявністю кількох діагональних ліній на його боках; у томатного бражника є вісім V-подібних плям. Тютюновий бражник має механізми для селективної ізоляції і секретування нейротоксину нікотину, який присутній у тютюну.
Вид M. sexta часто використовують як модельний організм, особливо у нейробіології, оскільки нервову систему цього виду легко вивчати і вони мають короткий життєвий цикл. Личинки цього виду легко піддаються розтину, а також хірургічно легко відділяються окремі органи. Також цей вид легко вирощувати на дієті із зародків пшениці.

## Життєвий цикл
M. sexta має короткий життєвий цикл, що триває від 30 до 50 днів. На більшій частині ареалу, M. sexta має зазвичай два покоління за рік, у Флориді може бути три чи навіть чотири покоління за рік.

## Галерея

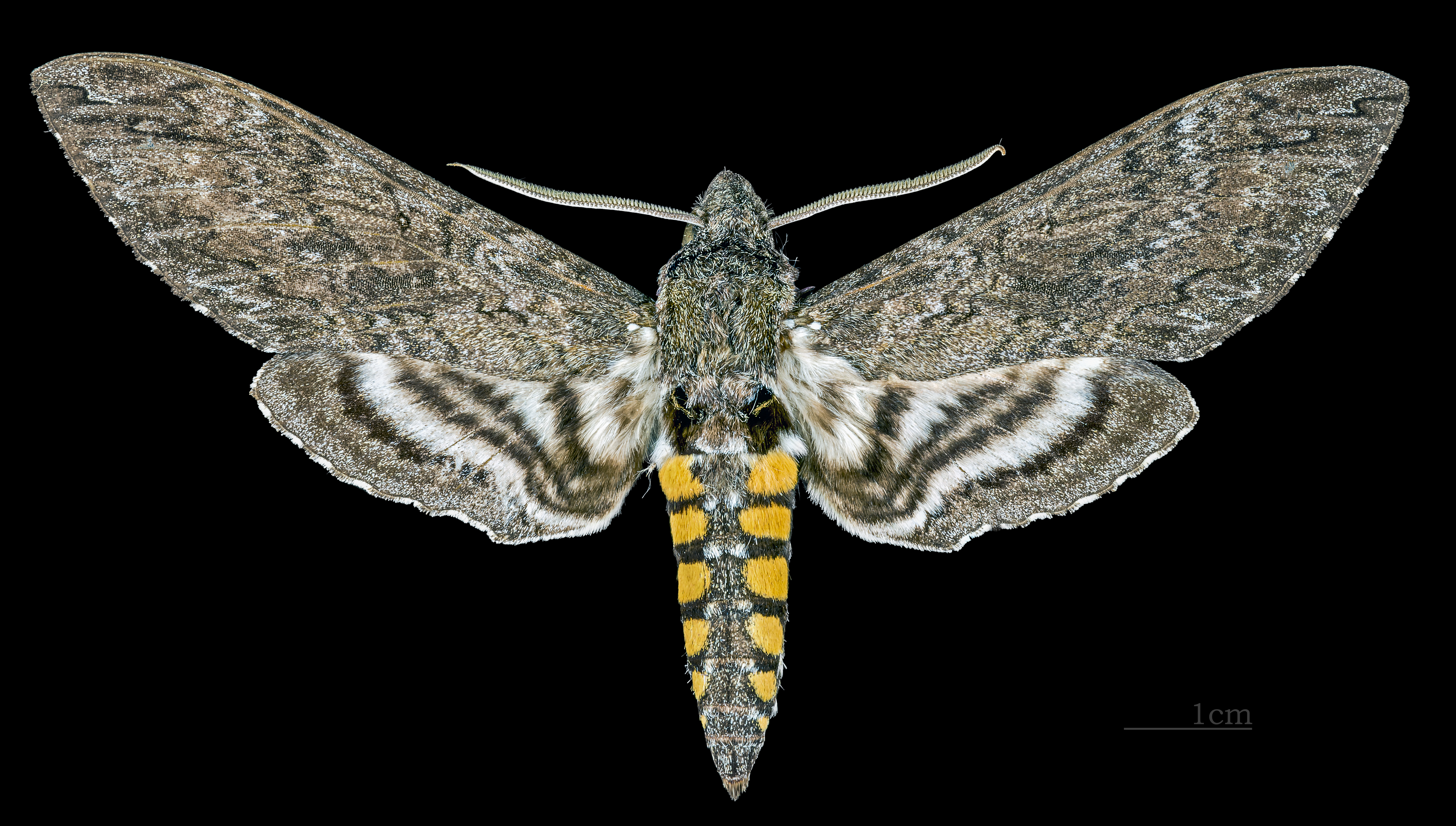
Manduca sexta sexta ♂
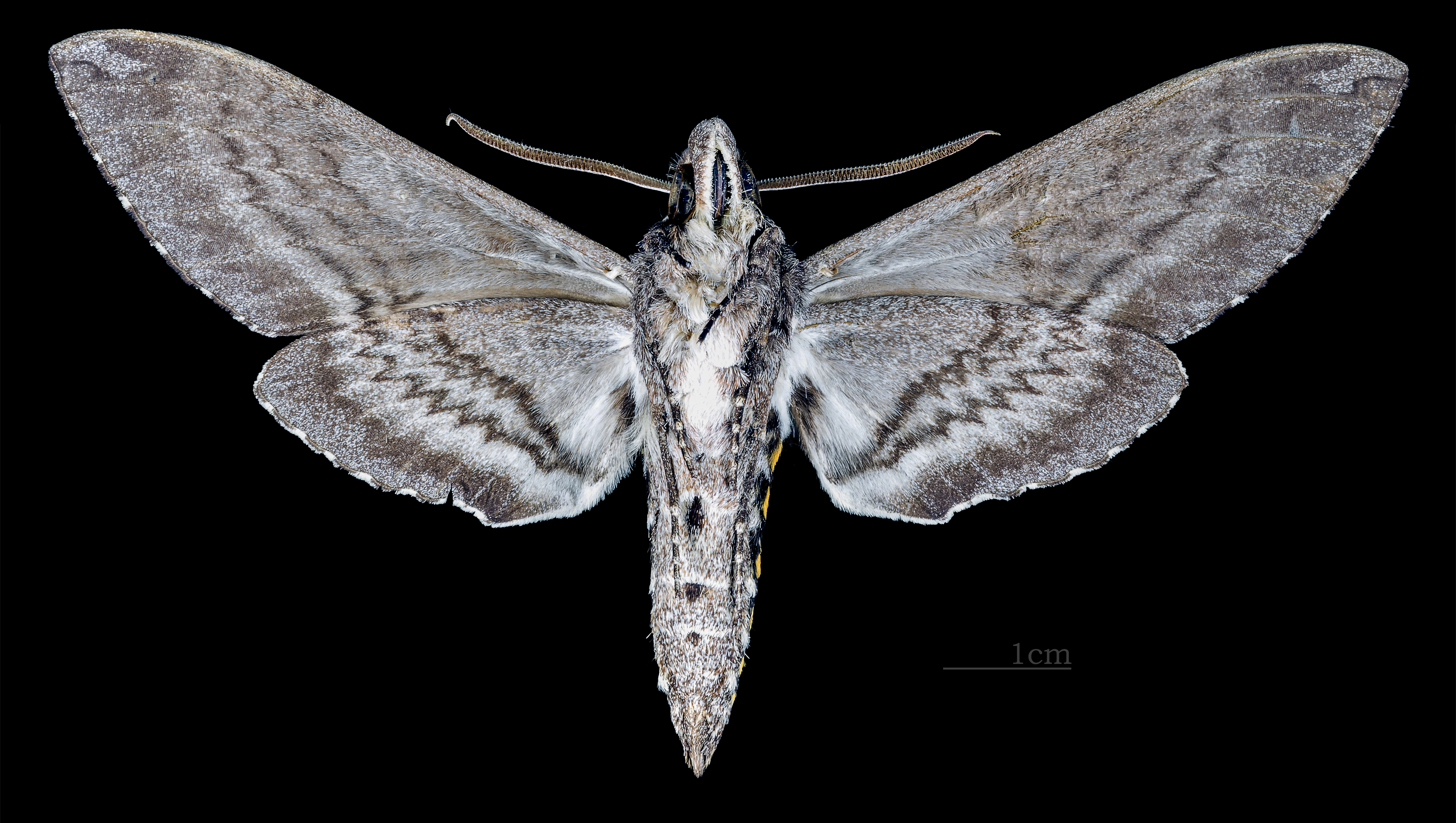
♂ △
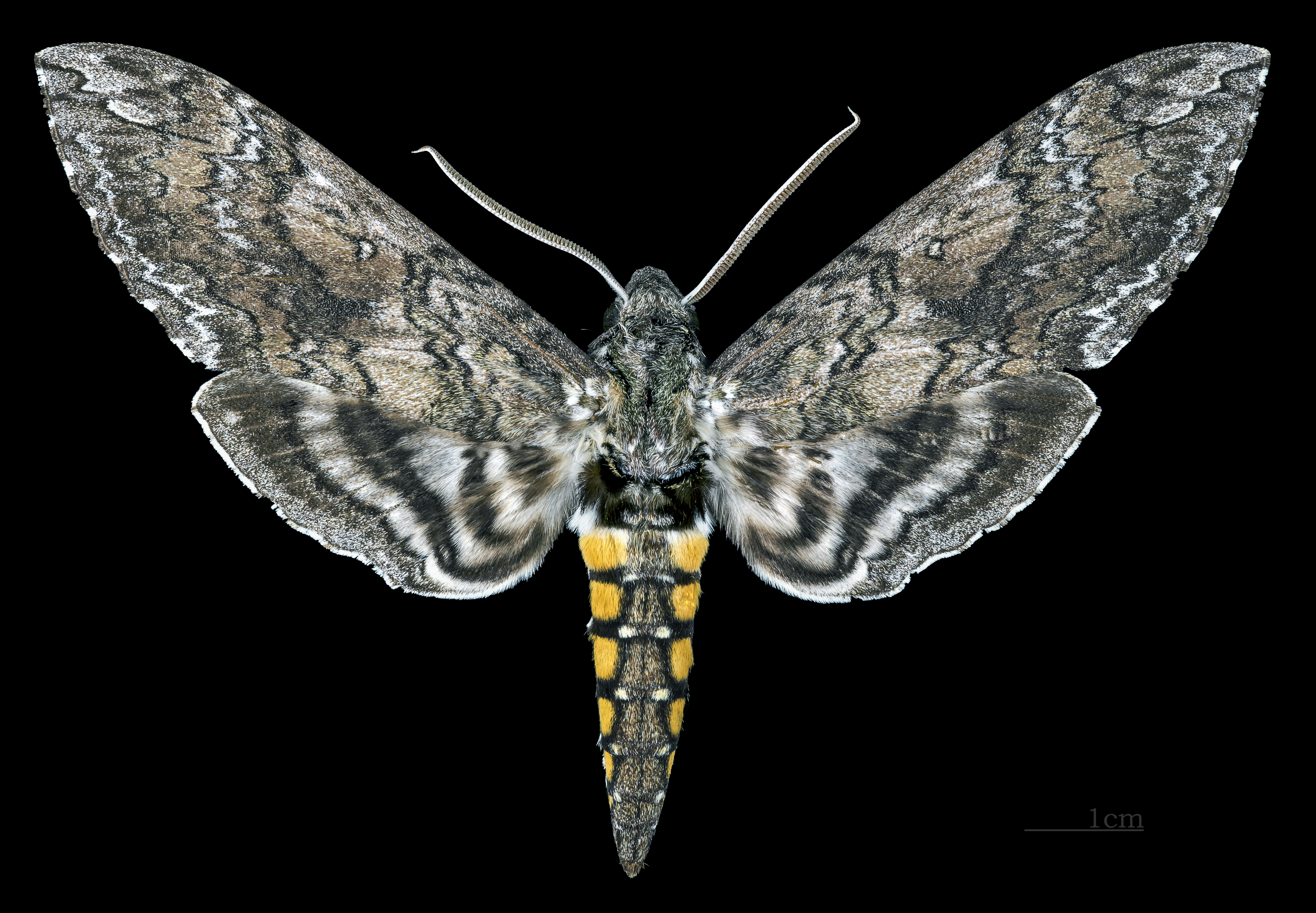
♀
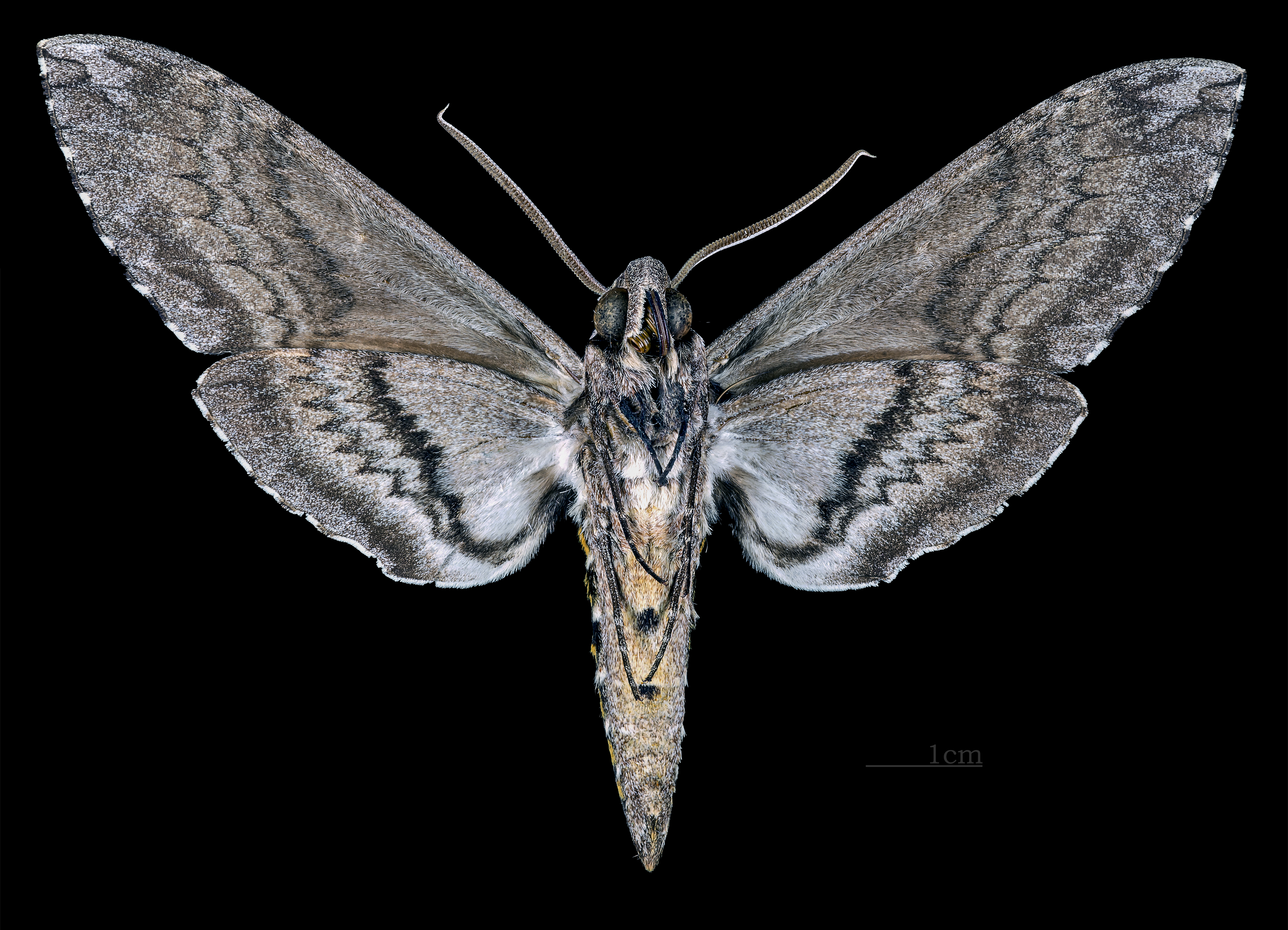
♀ △

## Підвиди
- Manduca sexta sexta (Массачусетс, Мічиган, Мінесота, центральний Колорадо, Каліфорнія, Флорида, Техас, Нью-Мексико, Аризона, Мексика, Беліз, Гондурас, Нікарагуа, Коста-Рика, Аргентина)
- Manduca sexta caestri (Blanchard, 1854) (Чилі)
- Manduca sexta jamaicensis (Butler, 1875) (Ямайка, Домініканська республіка, Сент-Люсія, Ґваделупа, Антили)
- Manduca sexta leucoptera (Rothschild & Jordan, 1903) (Галапагоські острови)
- Manduca sexta paphus (Cramer, 1779) (Суринам, Венесуела, Бразилія, Аргентина, Болівія)
- Manduca sexta saliensis (Kernbach, 1964) (Аргентина)

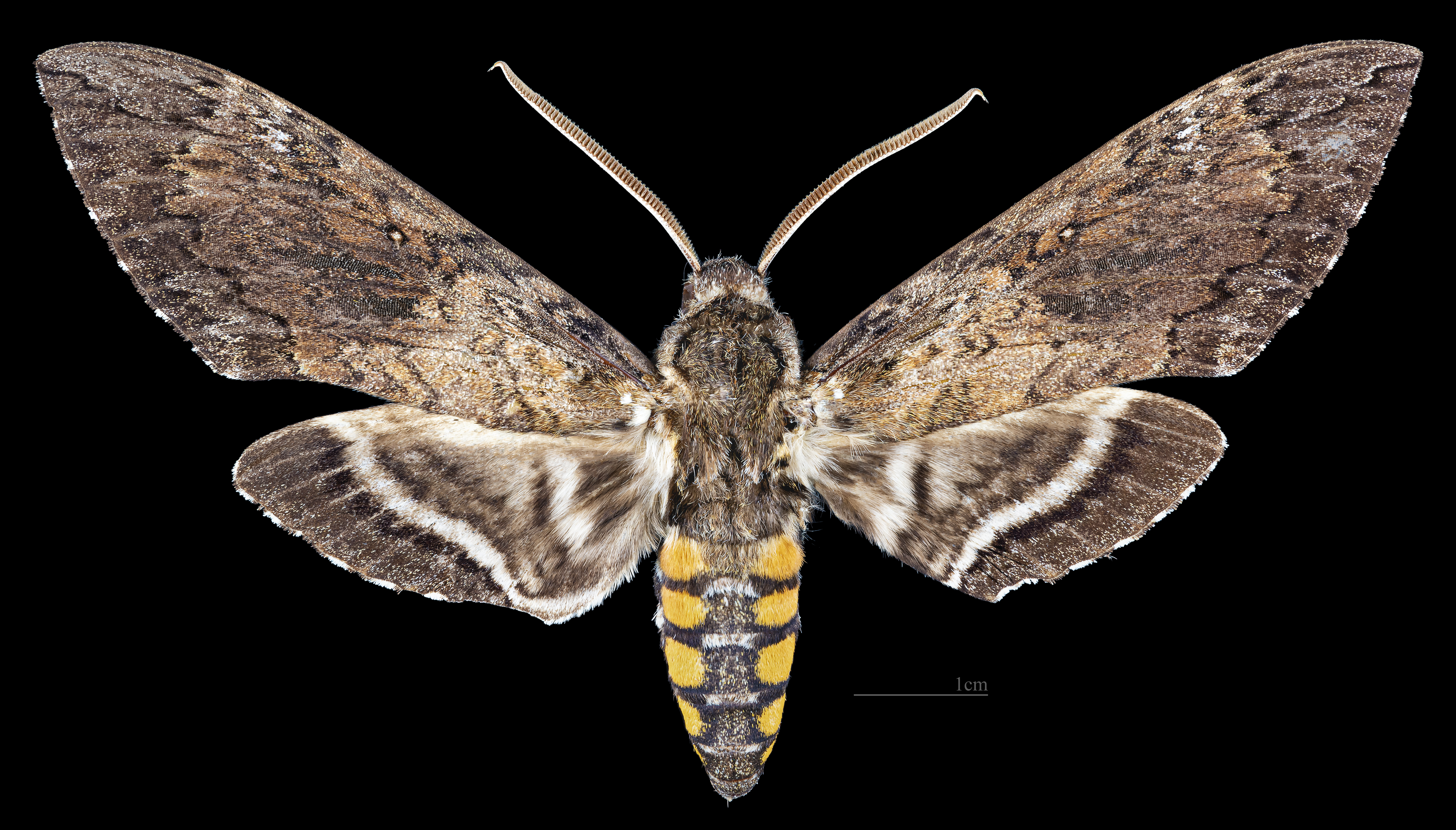
Manduca sexta jamaicensis ♂
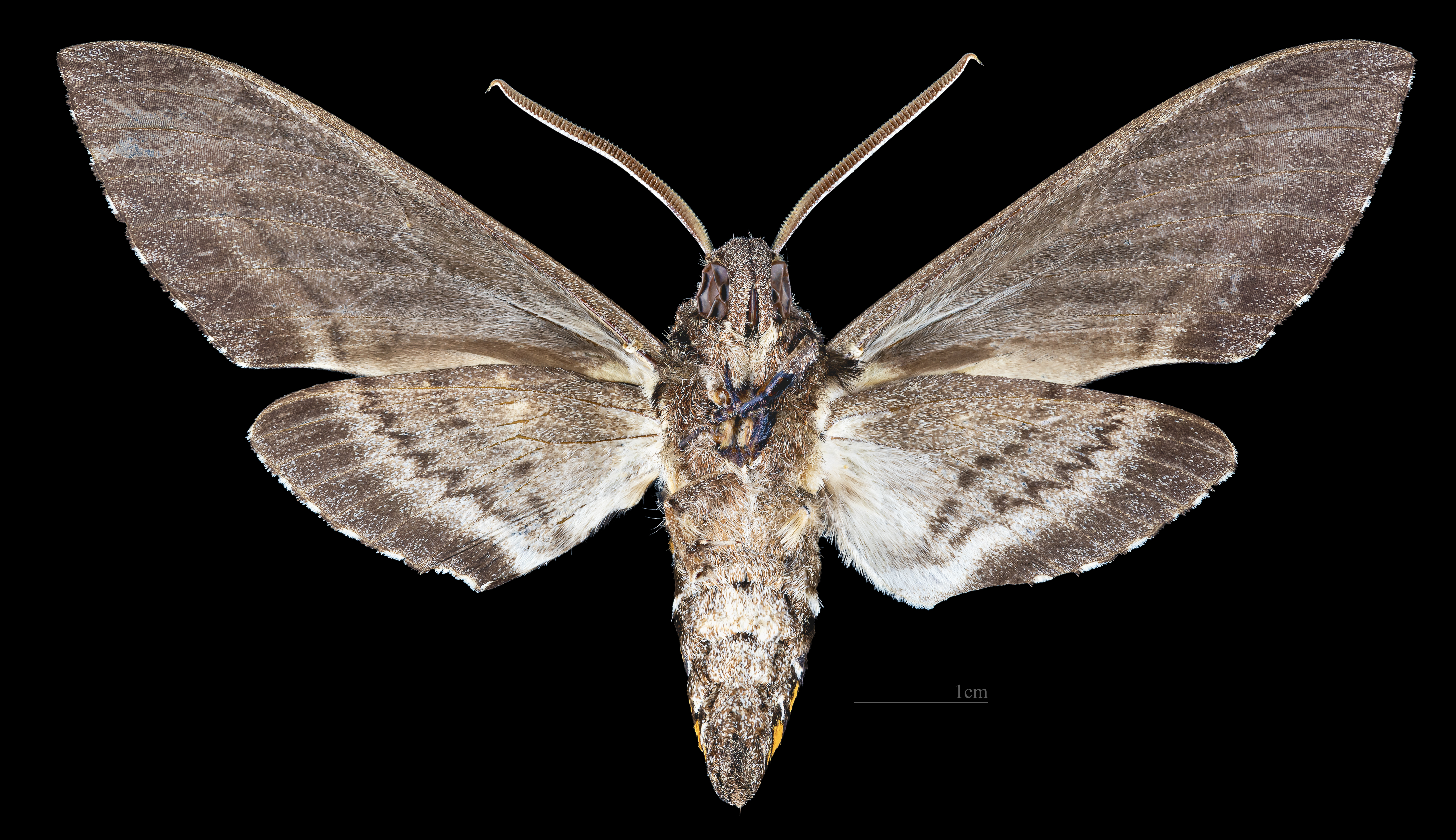
♂ △
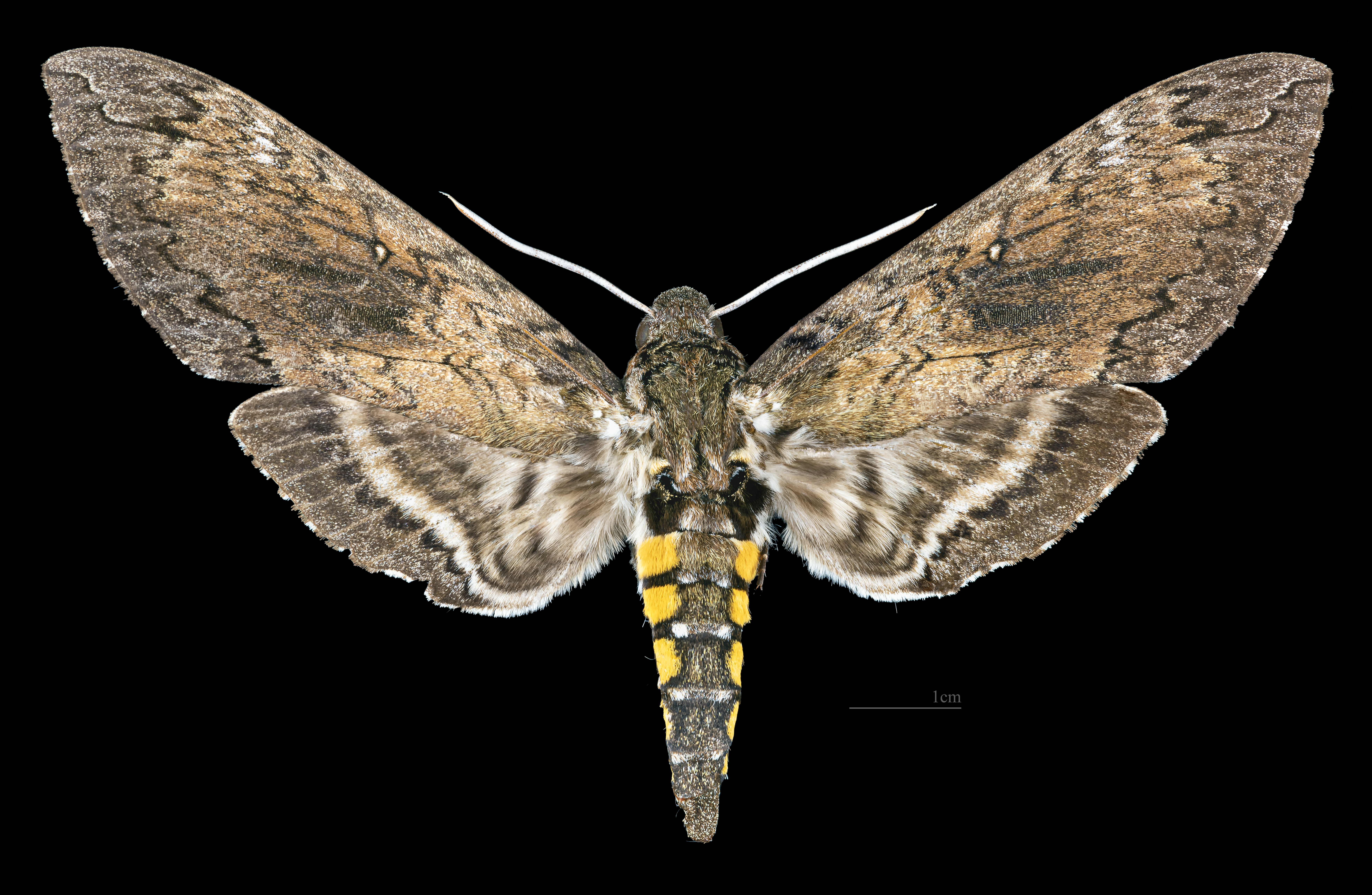
♀
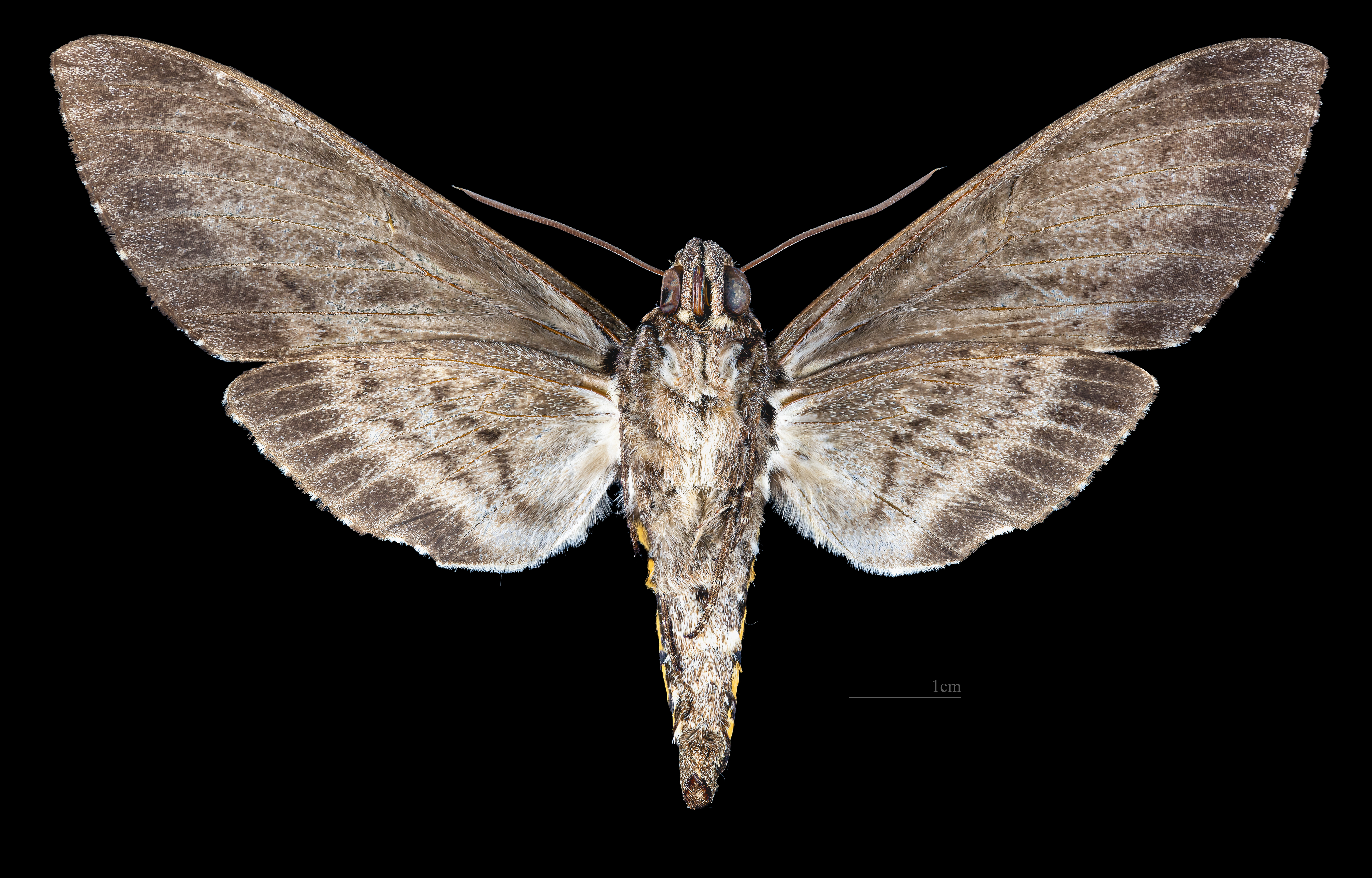
♀ △

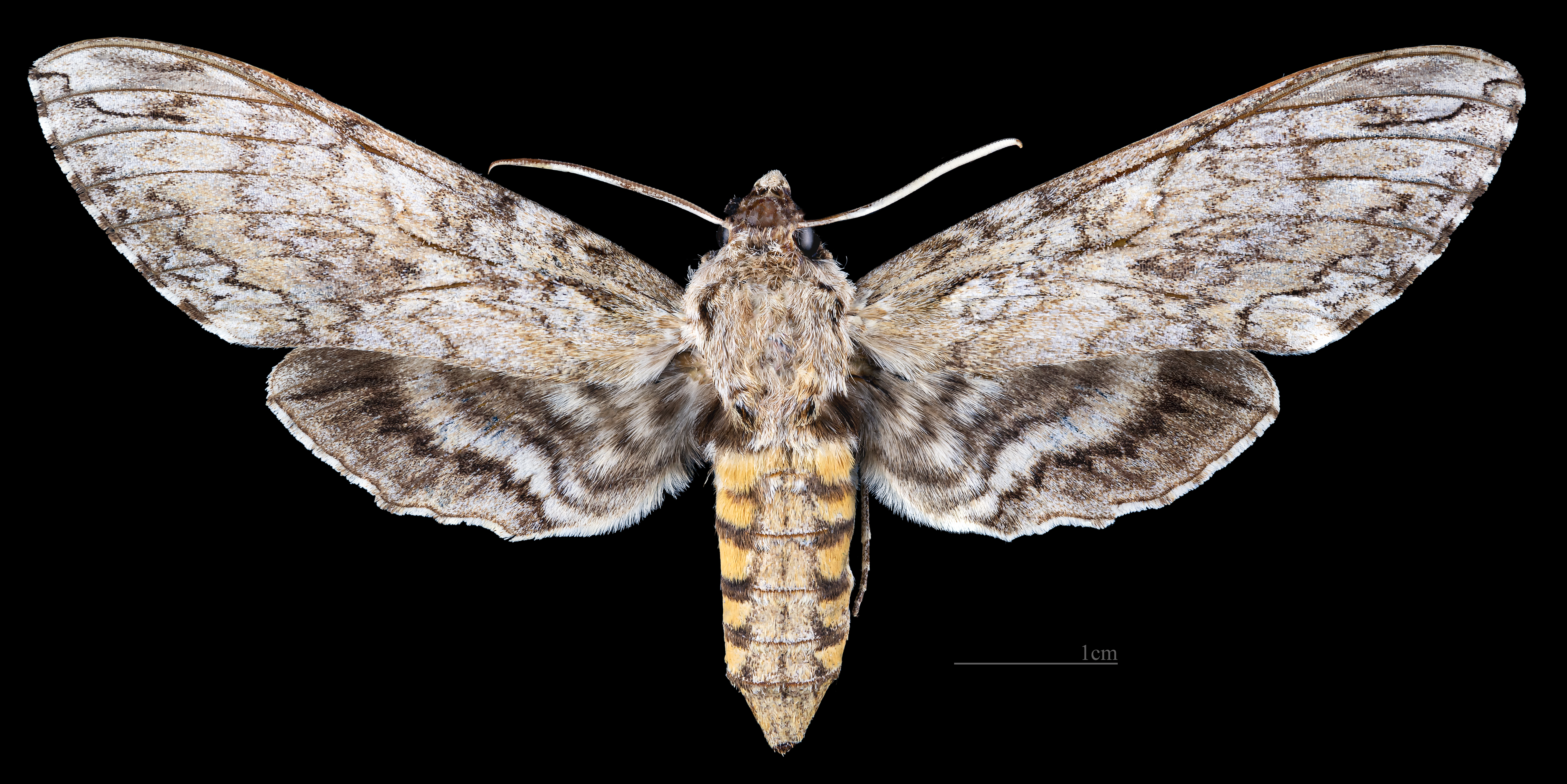
Manduca sexta leucoptera ♀ △
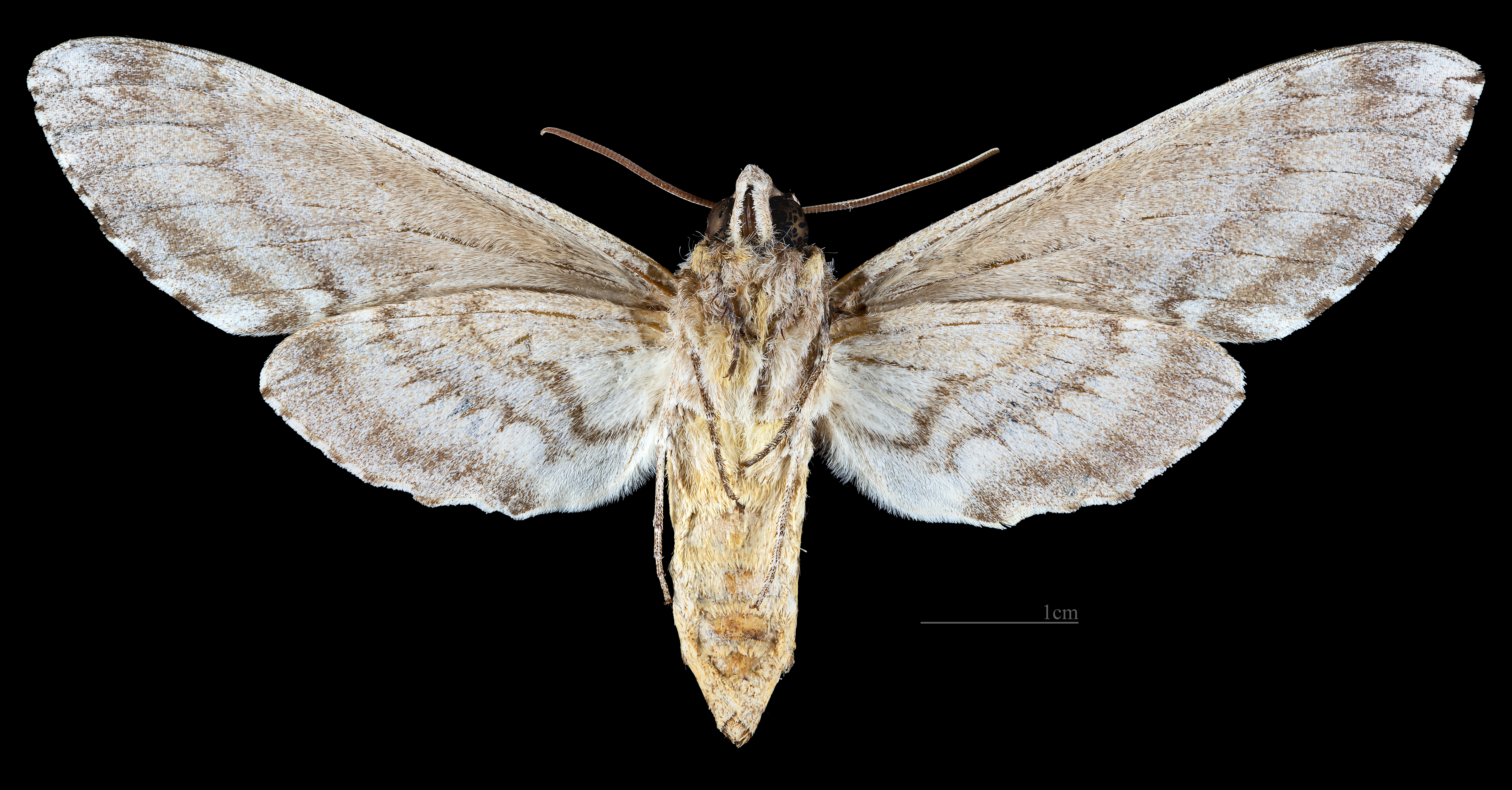
♀ △

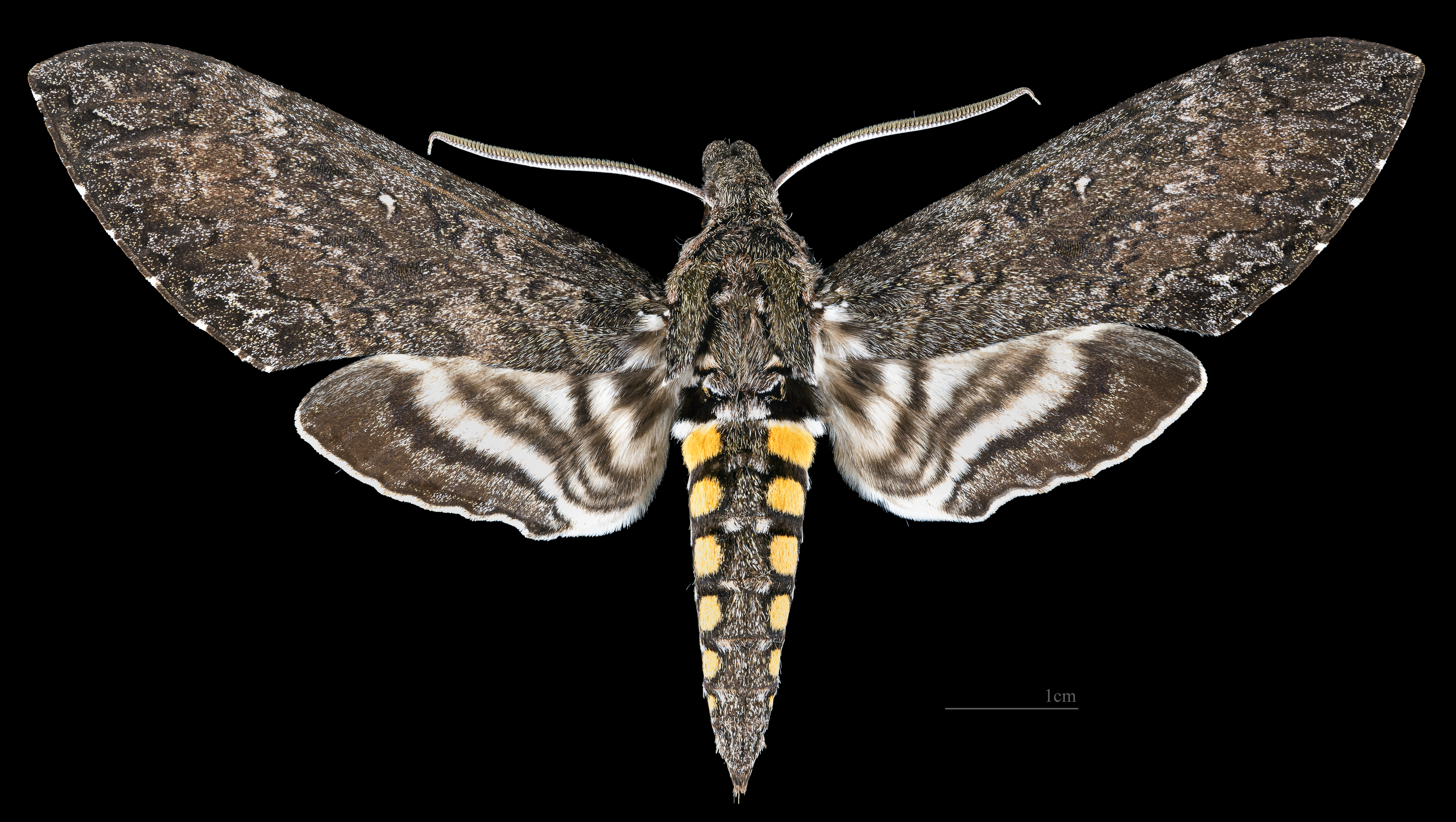
Manduca sexta paphus ♂
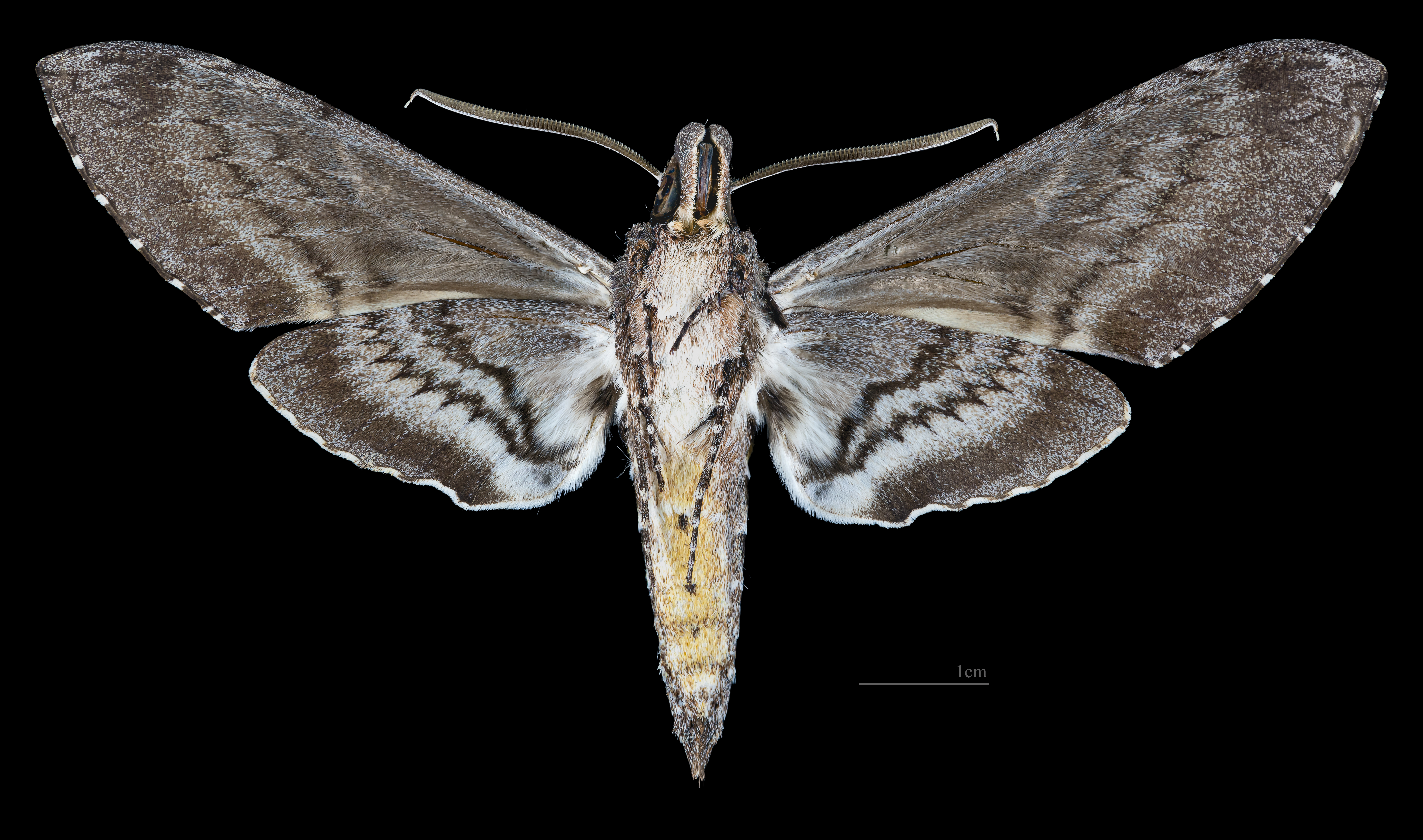
♂ △